# Krągi
Krągi [ˈkrɔnɡi] (Anteriormente alemán Krangen) es un pueblo ubicado en el distrito administrativo de Gmina Borne Sulinowo, dentro del Condado de Szczecinek, Voivodato de Pomerania Occidental, en el norte de Polonia occidental. Se encuentra aproximadamente a 4 kilómetros al noreste de Borne Sulinowo, a 16 kilómetros al suroeste de Szczecinek, y a 133 kilómetros al este de la capital regional Szczecin.
Antes de 1648, el área era parte del Ducado de Pomerania, y después hasta 1945 fue parte de Prusia y Alemania. Para la historia de la región, véase Historia de Pomerania.
El pueblo tiene una población de  400 habitantes aproximadamente.